# Stephen Lovatt
Stephen Lovatt (Wellington, 27 maggio 1964) è un attore neozelandese.

## Filmografia parziale

### Cinema
- Savage Honeymoon, regia di Mark Beesley (2000)
- Show of Hands, regia di Anthony McCarten (2008)
- Fantail, regia di Curtis Vowell (2013)

### Televisione
- The Ray Bradbury Theater – serie TV, un episodio (1989)
- Alta marea (High Tide) - serie TV, un episodio (1994)
- Mysterious Island - serie TV, 22 episodi (1995)
- Xena - Principessa guerriera (Xena: Warrior Princess) - serie TV, 5 episodi (1995-2000)
- Young Hercules - serie TV, un episodio (1998)
- Hercules (Hercules: The Legendary Journeys) - serie TV, un episodio (1999)
- Cleopatra 2525 - serie TV, 2 episodi (2000)
- Stingers - serie TV, un episodio (2001)
- Something in the Air - serie TV, 14 episodi (2001)
- Zenon - La nuova avventura (Zenon: The Zequel), regia di Manny Coto – film TV (2001)
- Being Eve – serie TV, 22 episodi (2001–2002)
- The Strip – serie TV, 8 episodi (2002)
- Revelations – serie TV, un episodio (2002)
- Mataku - serie TV, un episodio (2002)
- Neighbours - soap opera, 225 episodi (2002–2007)
- Power Rangers Jungle Fury - serie TV, un episodio (2008)
- La spada della verità (Legend of the Seeker) - serie TV, un episodio (2009)
- Go Girls - serie TV, 17 episodi (2009–2010)
- Spartacus - Gli dei dell'arena (Spartacus: Gods of the Arena) - miniserie TV, 6 episodi (2011)
- The Kick, regia di Danny Mulheron - film TV (2014)
- Ash vs Evil Dead - serie TV, 5 episodi (2016)
- L'Impero romano - serie TV/documentario, 5 episodi (2018)

## Doppiatori italiani
Nelle versioni in italiano delle opere in cui ha recitato, Stephen Lovatt è stato doppiato da:
- Maurizio Romano in Xena - Principessa guerriera
- Pino Insegno in Spartacus: gli dei dell'Arena
- Alberto Angrisano in Ash vs Evil Dead
- Luca Graziani in L'Impero romano
- Ambrogio Colombo ne Il potere del cane